# Clã Dulo

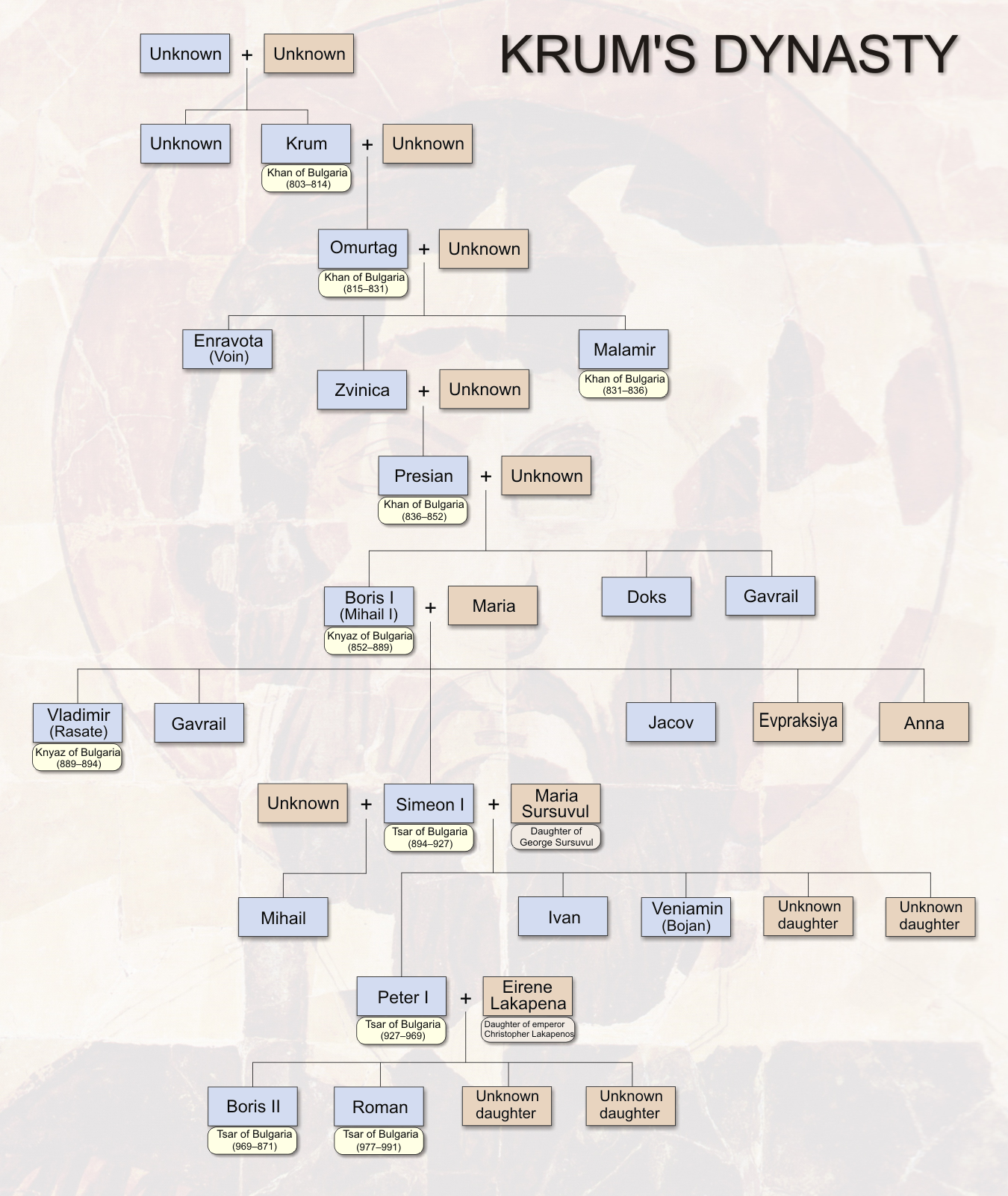
Árvore genealógica dos cãs do clã Dulo descendentes de Crum

Clã Dulo ou Casa de Dulo era a dinastia reinante dos primeiros alanos meócios e, depois, dos protobúlgaros.

## História
Dulo era o clã de Cubrato, que fundou a Antiga Grande Bulgária, e seus filhos Beano, Cotrago, Cuber, Alzeco e Asparuque, este último o fundador do que se tornaria a Bulgária do Danúbio.
Lendas búlgaras relacionam o clã com a tribo de um poderoso rei alano da qual Átila, o Huno, era descendente. A Nominália dos Cãs Búlgaros alega que o clã Dulo seria descendente de Avitocol.
Outra teoria é que o clã Dulo seria descendente das tribos tiele, que expulsaram os onogures do Grão-Canato Túrquico. É possível que tenha sido o conflito étnico entre os dulos e seus primos do clã Asina que provocou a ruptura do Grão-Canato Túrquico Ocidental, criando os estados da Cazária, Bulgária Meociana, a Bulgária do Danúbio e a Bulgária do Volga.

## Membros do clã Dulo
- Avitocol, rei dos alanos
- Malkar Kyi, rei dos hunos
- Grumbates
- Quidara
- Cungas
- Baltazar
- Alypbi
- Uldino
- Donato
- Caratão
- Octar
- Rugila
- Mundíuco
- Bleda
- Átila
- Elaco
- Dengizico
- Hernaco
- Tatra
- Grodo
- Mugel
- Sandilco
- Hudbade
- Cubrato
- Bezmer
- Beano & Asparuque
- Vgeco
- Elod
- Turul
- Şilki
- Almış
- Liuntica
- Tarcatzus
- Jeleco
- Jutotzas
- Falitzis